# Hyperbaenus fiebrigi
Hyperbaenus fiebrigi är en insektsart som beskrevs av Griffini 1908. Hyperbaenus fiebrigi ingår i släktet Hyperbaenus och familjen Gryllacrididae. Inga underarter finns listade i Catalogue of Life.